# Происхождение воды на Земле

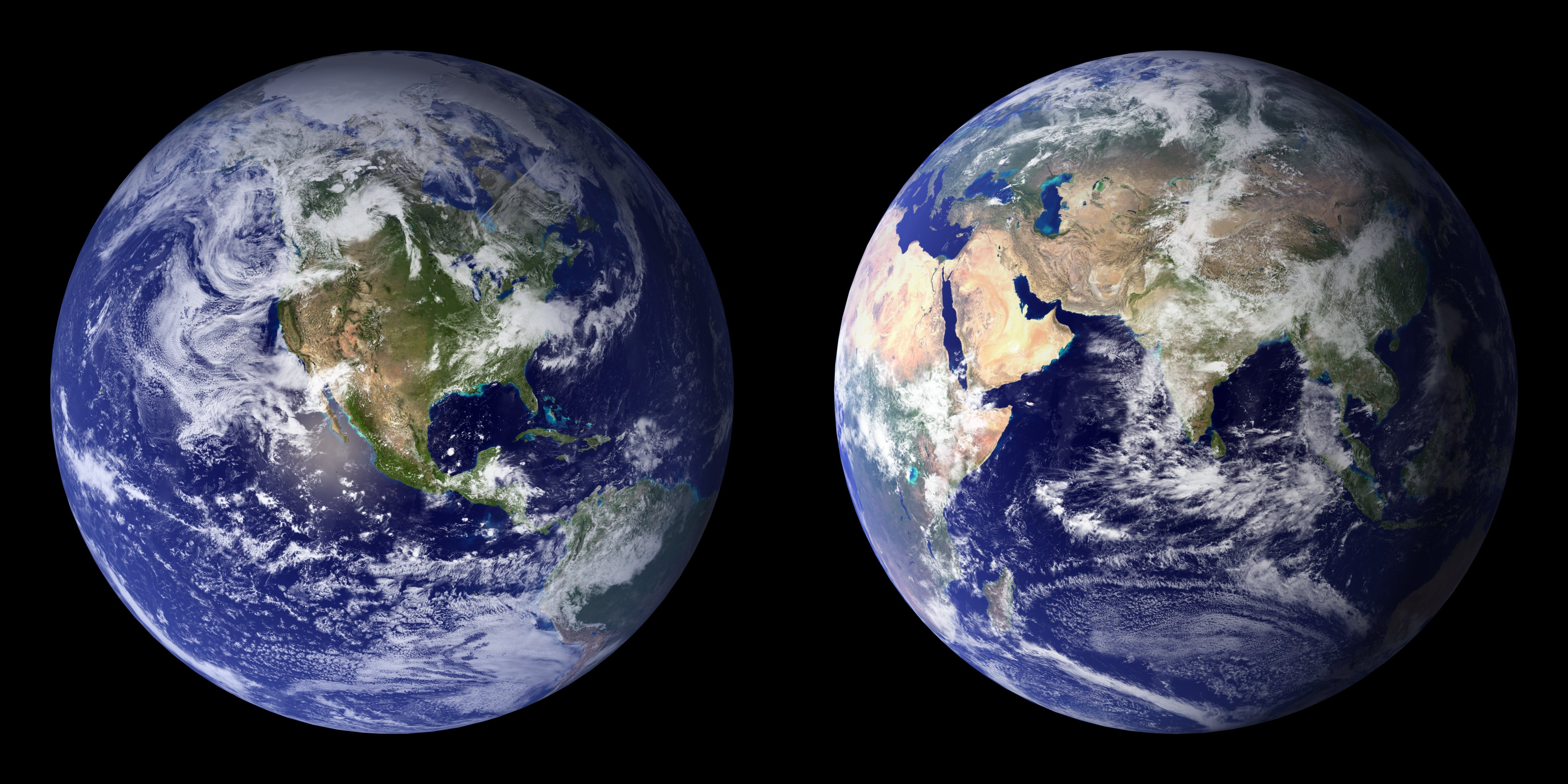
Вода покрывает около 71 % земной поверхности

Происхождение воды на Земле и причины того, что на Земле встречается больше воды, чем на других твердотельных планетах Солнечной системы (Меркурий, Венера, Марс), не до конца понятны учёным. В то же время многие спутники планет-гигантов, сопоставимые по размерам с Луной, содержат воду в очень больших количествах. Многочисленные научные теории происхождения воды совместимы между собой и наличие воды в количествах, достаточных для заполнения океанов, может объясняться комбинацией нескольких из этих гипотез.

## Возможные источники

### Внеземные источники
Кометы, транснептуновые объекты и богатые водой метеороиды на дальней окраине пояса астероидов могли принести воду на поверхность Земли при столкновениях. Считается, что необходимый для этого кислород образовался в недрах звезд спустя 1 млрд лет после Большого Взрыва (то есть задолго до появления Земли), а затем при взрывах сверхновых он был выброшен в межзвездное пространство, где в газовых облаках сформировались молекулы воды. Измерения соотношения между изотопами водорода дейтерием и протием указывают на большой разброс этого отношения и большое содержание дейтерия; тем самым кометы облака Оорта не являются однородным резервуаром воды, похожей на земную. Однако изотопный состав воды в кометах пояса Койпера, согласно последним данным, идентичен земным водам

### Появление воды при формировании Земли
Согласно иной теории, внеземные объекты принесли на планету малую часть воды. Остальная же масса возникла в процессе формирования планеты. Об этом говорит изотопный состав водорода и азота в мантии Земли.
Учёные отмечают, что «Земля постепенно менялась, в ее центре примерно 30 миллионов лет формировалось железное ядро, вытесняя оттуда гидросиликаты в зону более низкого, уже не экстремального давления. И здесь условия для сохранения стабильности исчезли, гидросиликаты распались, выделяя воду».